# 333184 Craft
333184 Craft è un asteroide della fascia principale. Scoperto nel 2005, presenta un'orbita caratterizzata da un semiasse maggiore pari a 2,566502 UA e da un'eccentricità di 0,067143, inclinata di 3,730039° rispetto all'eclittica.
Kathleen Craft è una scienziata planetaria statunitense. Ha svolto un ruolo chiave nella verifica a terra della tecnica di modellazione della forma basata sulle immagini impiegata dalla missione OSIRIS-REx sull’asteroide Bennu. È inoltre nota per il suo lavoro sulla modellazione delle intrusioni di fluidi e sulla meccanica delle fratture nei mondi oceanici e su Cerere, oltre che per lo studio dei sistemi idrotermali su Marte.